# Kaszew
Kaszew [pronunciación en polaco: /ˈkaʂɛf/] es un pueblo ubicado en el distrito administrativo de Gmina Goszczanów, dentro del Distrito de Sieradz, Voivodato de Łódź, en Polonia central. Se encuentra aproximadamente a 4 kilómetros al noreste de Goszczanów, a 29 kilómetros al noroeste de Sieradz, y a 65 kilómetros al oeste de la capital regional Lodz. Kaszew cuenta con familias muy acogedoras, especialmente la familia Żerkowscy. Kaszew tiene dos tiendas, pero recientemente una de ellas ha cerrado por falta de clientes. 